# 忠直卿行状記 (映画)
『忠直卿行状記』（ただなおきょうぎょうじょうき）は、1960年の日本映画。1918年に発表された菊池寛の同名小説の、1930年（池田富保監督、片岡千恵蔵主演）に続く2度目の映画化。森一生監督、主演市川雷蔵。暴君と成り下がった松平忠直が、人間の誠の何んたるかを知るまでを描いた作品である。

## あらすじ
徳川家康の孫にあたり、越前藩主六十七万石の大名である松平忠直は、優れた藩主であった。ある日、槍の試合に出場したが、家臣がわざと自分に負けたことを知り、家臣団に対して疑心暗鬼を抱くようになる。それ以来人が変わったかの様に、暴虐非道に走り、遂にその乱行は幕府の知るところとなる。忠直の越前藩は改易され、豊後国に流刑となる。

## 配役
- 市川雷蔵 : 松平忠直
- 小林勝彦 : 浅水与四郎
- 山内敬子 : 志律
- 丹羽又三郎 : 青木左次馬
- 林成年 : 森三十郎
- 浦路洋子 : 香代
- 三田登喜子 : 絹野
- 藤原礼子 : とせ
- 水谷八重子 : 清涼尼
- 千葉敏郎 : 大島左太夫
- 加茂良子 : 吉野
- 清水元 : 忠源
- 荒木忍 : 小山丹後
- 須賀不二男 : 小野田右近
- 稲葉義男 : 小山田多聞
- 舟木洋一 : 増田勘之介
- 称十代目 嵐三右衛門 : 荻田主馬
- 志摩靖彦 : 徳川秀忠
- 南条新太郎 : 乙部九郎兵衛
- 市川謹也 : 提半太夫
- 東良之助 : 豊島主膳
- 葛木香一 : 本田伊予
- 山本弘子 : お京
- 井上明子 : 鶴
- 尾崎和枝 	主馬の召使
- 小町るみ子 	尼僧
- 金剛麗子 : 楓
- 橘公子 : いよ
- 芝田総二 : 佐平
- 岩田正 : 沢主水
- 木村玄 : 伝令
- 松岡良樹 : 小林小太郎
- 木口和己 : 長吉丸
- 石黒達也 本多正純
- 三津田健 : 本多土佐
- 香川良介 : 土井利勝
- 中村鴈治郎 : 徳川家康

## スタッフ
- 監督 : :森一生
- 企画 : 税田武生
- 製作 : 永田雅一
- 撮影 : 相坂操一
- 美術 : 西岡善信
- 音楽 : 伊福部昭
- 編集 : 菅沼完二
- 脚本 : 八尋不二
- 録音 : 林土太郎[5]
- 照明 : 中岡源権[5]

## 併映作品
- 『わんぱく公子』